# Neanotis kwangtungensis
Neanotis kwangtungensis là một loài thực vật có hoa trong họ Thiến thảo. Loài này được (Merr. & F.P.Metcalf) W.H.Lewis mô tả khoa học đầu tiên năm 1966.